# Хорен Левонян
Хорен Левонян (арм. Խորեն Լևոնյան; род. 16 сентября 1983 года, Ереван, Армянская ССР) — армянский актер театра, кино, телевидения, телеведущий, певец, рок-музыкант. Заслуженный артист Армении (2017).
В 2001—2005 годах учился в Ереванском государственном институте театра и кино.
С 2010 года — ведущий передачи «Երգ երգոց» («Песнь песней»), выходящей на Первом канале Армении.
В 2012—2013 годах занимал должность директора студии телефильмов «Ереван».
Активно снимается в кино. Кроме того, играл на сценах Национального академического театр им. Г. Сундукяна и Ереванского драматического театра им. Р. Капланяна.
В 2021 году совместно с Ишханом Гарибяном и Тиграном Атаяном (художественным руководителем и директором театра в городе Капан) выпустил альбом рок-баллад «Հույս» («Надежда»).

## Награды
В 2013 году за роль в фильме «Гарегин Нжде» был удостоен премии Айак в номинации «лучший актёр второго плана».

## Избранная фильмография
- 2010 — Дневник крестокрада
- 2011 — Пять невест
- 2013 — Гарегин Нжде
- 2014 — Домик в сердце
- 2019 — Абонент неизвестен